# باسيل كليفورد
باسيل كليفورد (بالإنجليزية: Basil Clifford)‏ هو منافس ألعاب قوى أيرلندي، ولد في 20 أبريل 1938، وتوفي في 1973.

## وصلات خارجية
- باسيل كليفورد على موقع أوليمبيديا (الإنجليزية)